# Hylopanchax silvestris
Hylopanchax silvestris es una especie de peces de la familia de los pecílidos en el orden de los ciprinodontiformes.

## Distribución geográfica
Se encuentran en África: República Democrática del Congo.